# Tarna Mare
Tarna Mare (ungarisch Nagytarna; deutsch Gross-Tarnau, Gross-Tarna, Großtharna) ist eine Gemeinde im Kreis Satu Mare, die zeitweise zu den historischen Regionen Maramureș und Siebenbürgen gehörte.

## Lage und Klima
Die Gemeinde Tarna Mare liegt im äußersten Norden des Kreises, an der Grenze zur Ukraine, am Fluss Tarna, in den Oașer Bergen, 60 km nördlich von Satu Mare. Die Gemeinde besteht aus den Dörfern Bocicău, Tarna Mare (Gemeindesitz), Valea Seacă und Văgaș. Tarna Mare liegt an der Kreisstraße DJ109M, die es mit Bătarci sowie Satu Mare über die Nationalstraßen DN1C und DN19 verbindet. Die Gemeinde hat einen Grenzübergang zur Ukraine, der jedoch geschlossen ist.
Das Klima in der Gemeinde ist gemäßigt kontinental mit durchschnittlichen Wintertemperaturen zwischen −7 °C und +2 °C und durchschnittlichen Sommertemperaturen zwischen 10 °C und 15 °C. Die Niederschläge liegen zwischen 1200 mm und 1400 mm.

## Geschichte
Die erste schriftliche Erwähnung des Dorfes Tarna Mare stammt aus dem Jahr 1430. Bocicău wird 1574 erwähnt, Valea Seacă im Jahr 1378, während das Dorf Văgaș Anfang des 19. Jahrhunderts von deutschen Siedlern gegründet wurde. Im Mittelalter und der Neuzeit gehörte die Gemeinde zum Königreich Ungarn und war Teil des Fürstentums Siebenbürgen. Die Dörfer waren Lehen der ungarischen Adelsfamilie Perényi. Nach dem Österreichisch-Ungarischer Ausgleich 1867 wurde Tarna Mare dem Komitat Ugocsa zugeordnet, dessen Hauptstadt Wynohradiw war. Nach dem Ende des Ersten Weltkriegs kam die Gemeinde gemäß dem Vertrag von Trianon an das Königreich Rumänien. Im Jahr 1940 wurde es infolge des Zweiten Wiener Schiedsspruchs von Ungarn bis 1944 annektiert und während dieser Zeit die jüdische Gemeinschaft deportiert. Nach dem Zweiten Weltkrieg wurde es in den Pariser Verträgen von 1947 wieder in Rumänien eingegliedert.

## Bevölkerung
Im Jahr 1910, zur Zeit der österreichisch-ungarischen Herrschaft, hatte die Gemeinde 1863 Rumänen (55,93 %), 958 Ungarn (28,76 %), 490 Ukrainer (14,71 %) und 20 Deutsche (0,60 %). Im Jahr 1930 wurden 2349 Rumänen (65,52 %), 450 Ukrainer (12,55 %), 397 Juden (11,07 %), 228 Ungarn (6,36 %), 141 Deutsche (3,93 %) und 38 Roma (1,06 %) gezählt. Im Jahr 1956, nach dem Zweiten Weltkrieg, lebten 3086 Rumänen (86,59 %), 325 Ungarn (9,12 %), 95 Ukrainer (2,65 %), 30 Deutsche (0,84 %) und 22 Juden (0,62 %) in der Gemeinde. Im Jahr 2002 hatte die Gemeinde 3333 Rumänen (89,64 %), 169 Ungarn (4,54 %), 166 Roma (4,46 %), 27 Ukrainer (0,72 %) und 23 Deutsche (0,61 %).

## Sehenswürdigkeiten
In Tarna Mare befinden sich die orthodoxe Kirchen St. Johannes der Täufer (Sf. Ioan Botezătorul) aus dem Jahr 1890 und des Heiligen Herzens Jesu (Inimii lui Isus) aus dem Jahr 1904.